# Florence Haynes
Florence Haynes (gift King), född 6 november 1902 i Storbritannien, död 1988, var en brittisk friidrottare med löpgrenar som huvudgren. Haynes var en pionjär inom damidrott, hon var världsrekordhållare och blev guldmedaljör vid den andra ordinarie damolympiaden 1926.

## Biografi
Florence Haynes föddes 1902 i Storbritannien. Hon tävlade i kortdistanslöpning och stafettlöpning.
I juli 1926 blev hon brittisk mästare i löpning 100 yards vid tävlingar på Stamford Bridge i London.
Haynes deltog sedan i den andra ordinarie damolympiaden 27–29 augusti 1926 i Göteborg, under idrottsspelen vann hon silvermedalj i löpning 60 meter (efter seger i heat III). Hon vann även guldmedalj med stafettlaget (med Dorothy Scouler, Eileen Edwards och Rose Thompson) på 4 x 110 yards på officiell på världsrekordtid.
1928 blev hon även brittisk mästare i löpning 440 yards, återigen vid tävlingar på Stamford Bridge i London.